# Stiphropus intermedius
Stiphropus intermedius là một loài nhện trong họ Thomisidae.
Loài này thuộc chi Stiphropus. Stiphropus intermedius được miêu tả năm 1942 bởi Millot.